# Letten (Stadt Zürich)

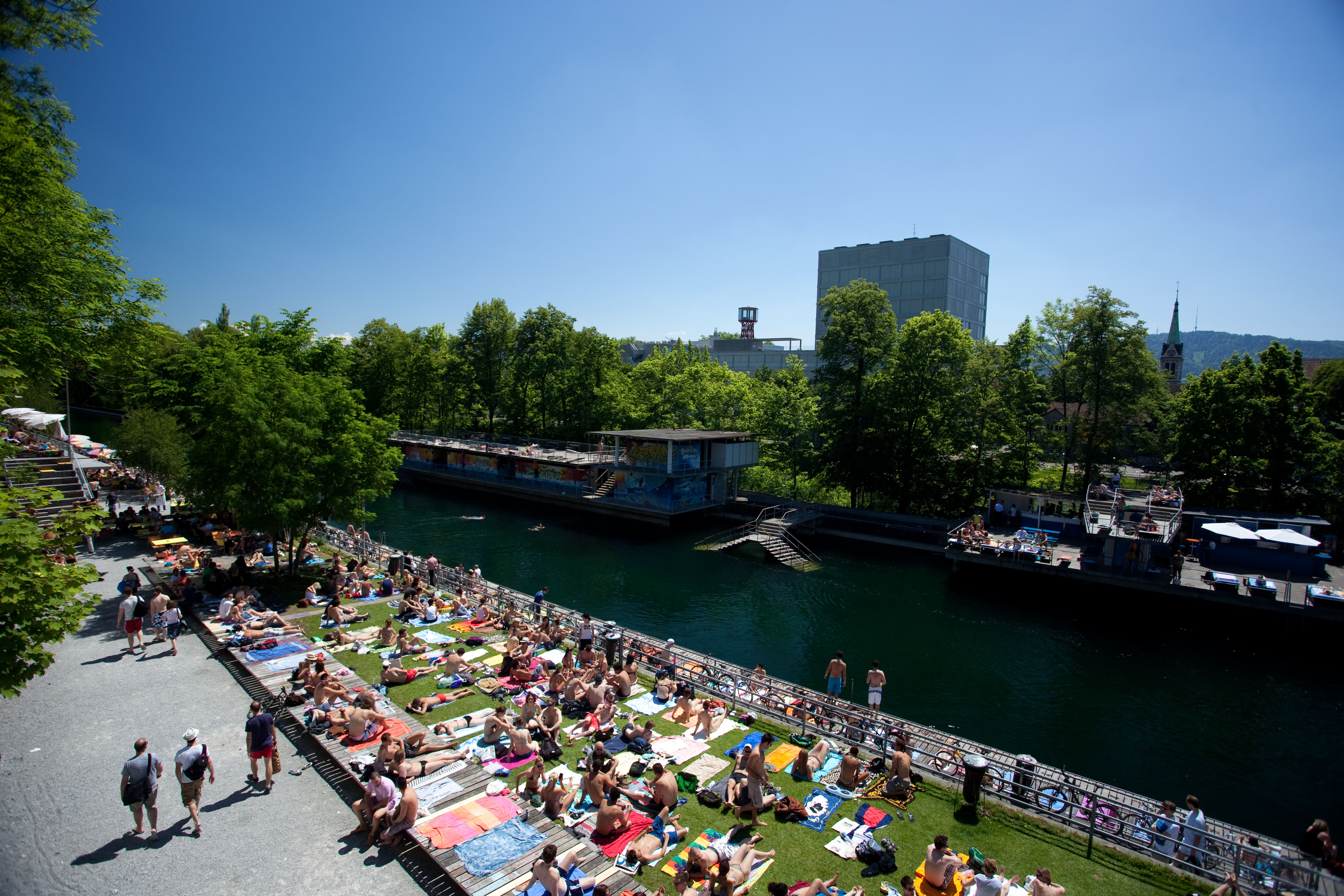
Badi Oberer Letten 2010

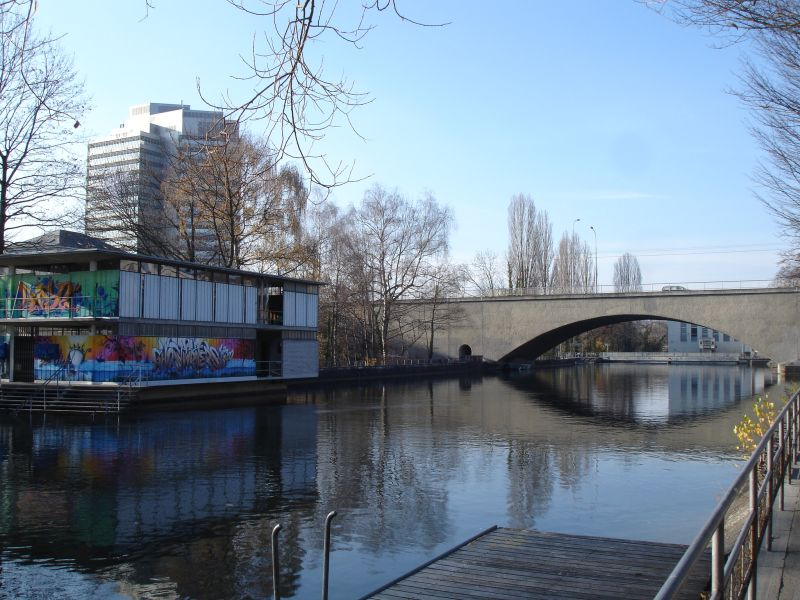
Badi Oberer Letten 2007
mit Kornhausbrücke (flussabwärts)

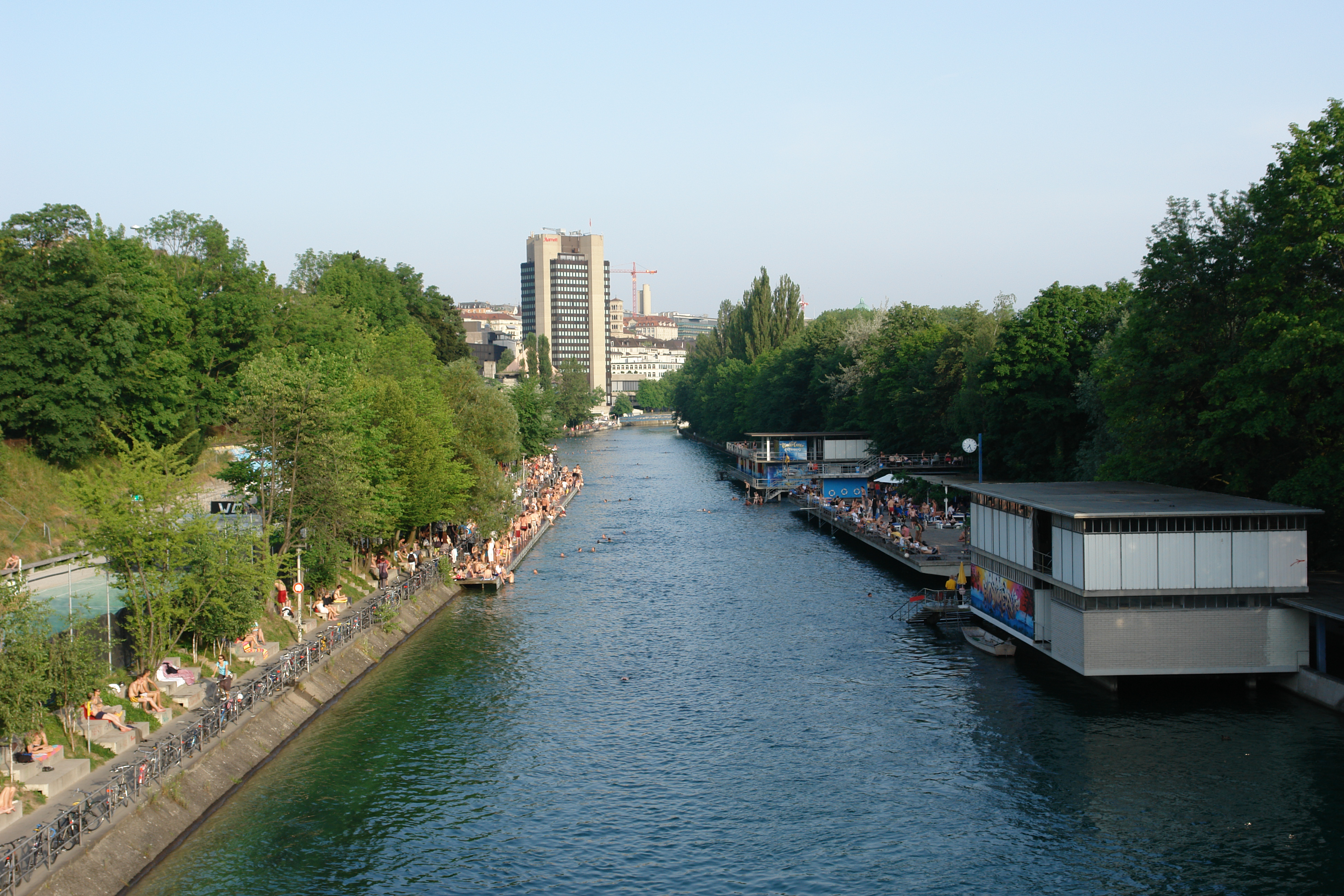
Badi Oberer Letten 2008 (flussaufwärts)

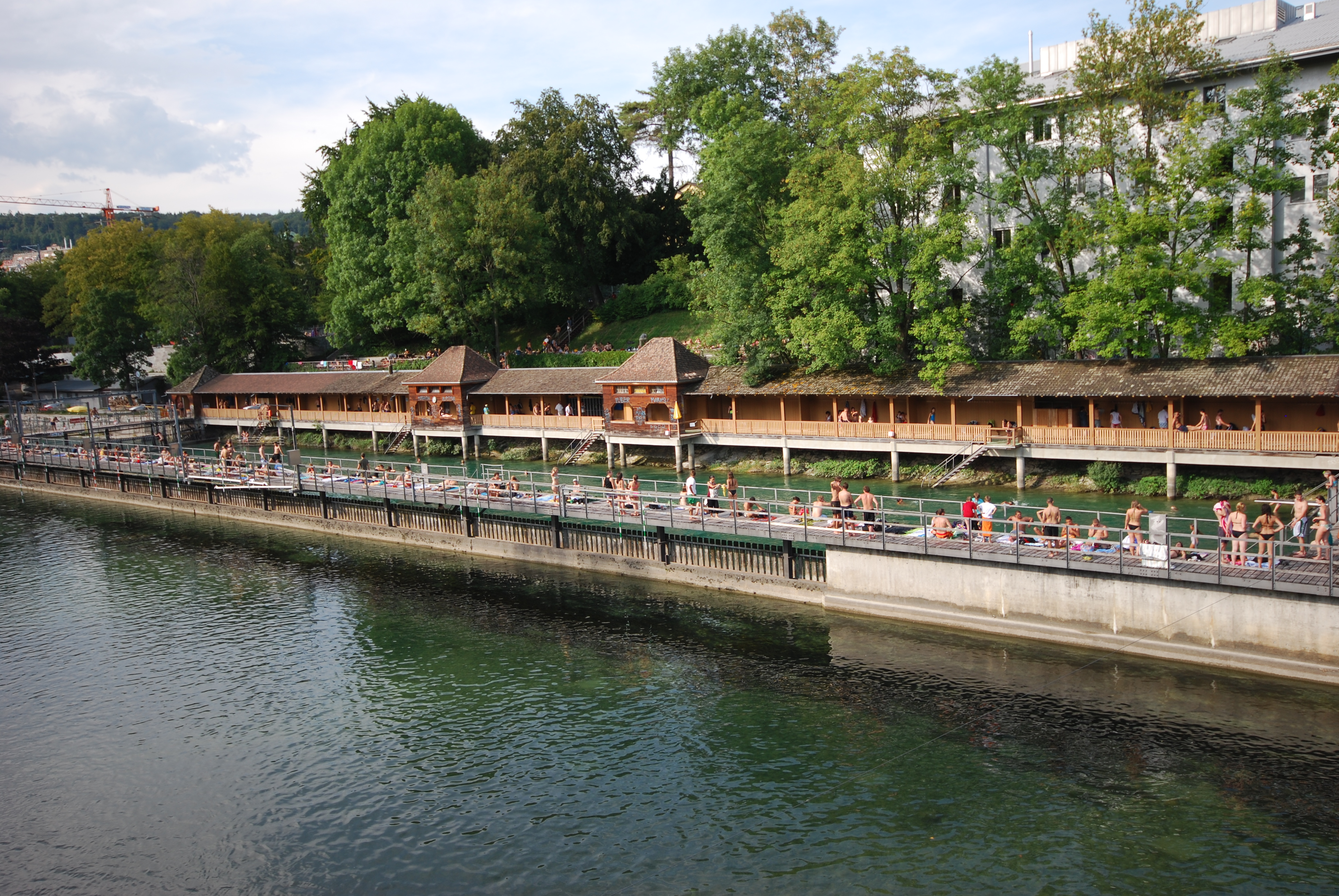
Badi Unterer Letten

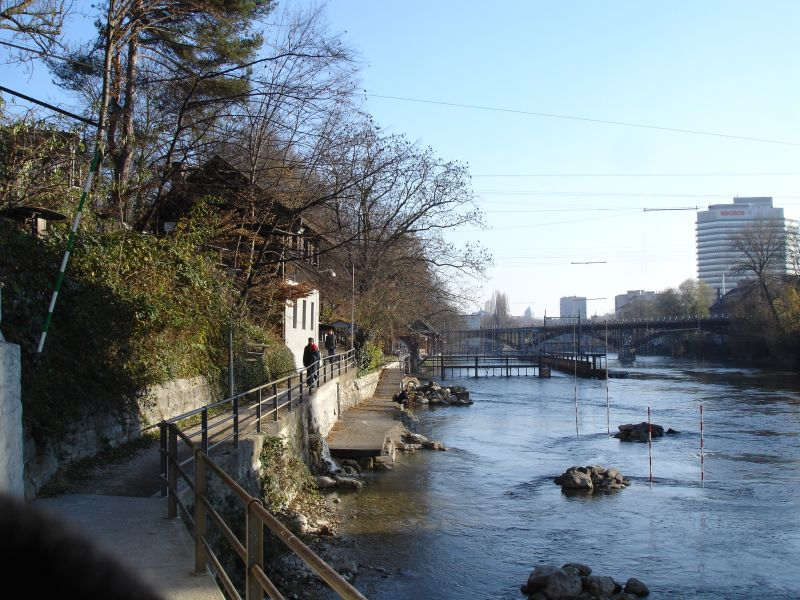
Kajak-Training, Lettenviadukt, Migros-Hochhaus

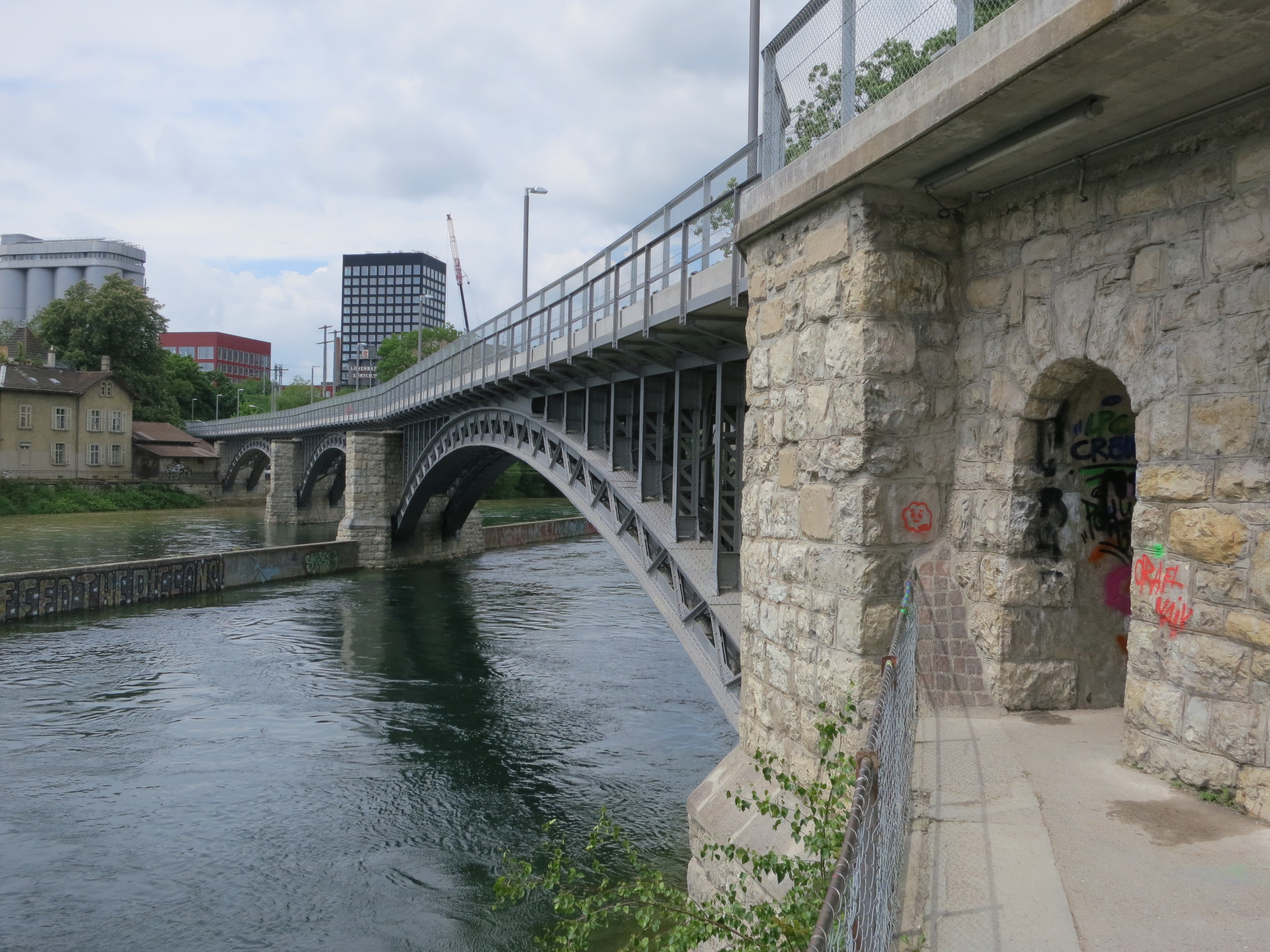
Lettenviadukt

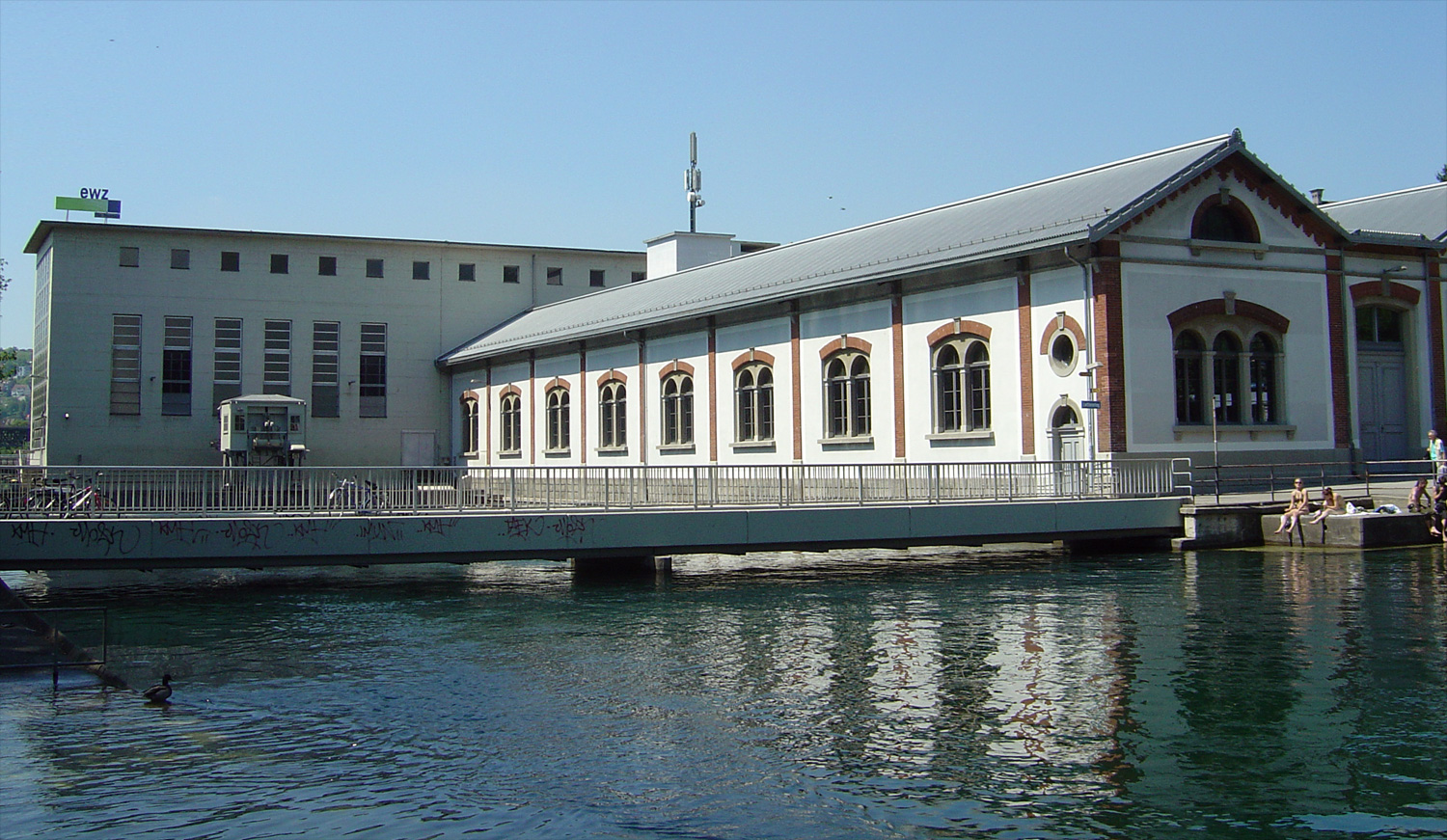
Kraftwerk Letten

Der Letten (zürichdeutsch Lätte [lætːə]) ist ein Gebiet am rechtsseitigen Limmatufer in der Stadt Zürich. Er beginnt kurz unterhalb des Stadtzentrums und des Platzspitz und erstreckt sich bis Wipkingen. Es wird zwischen dem Oberen Letten und dem Unteren Letten unterschieden. Trennlinie ist die Quartiergrenze zwischen Wipkingen und Unterstrass bei der Kornhausbrücke. Die räumliche Trennung bildet das Wasserkraftwerk Letten.
Der Flurname Letten leitet sich vom mundartlichen Wort Lätt bzw. vom mittelhochdeutschen lëtte ab, was «Lehm, Mergel, Tonerde» bedeutet.

## Oberer Letten
Der Obere Letten war am rechten Limmatufer bis 1989 ein Bahnhof der SBB an der rechtsufrigen Zürichseebahn, die 1894 eröffnet wurde. Nach Eröffnung des Hirschengrabentunnels, der direkten Verbindung vom Hauptbahnhof Zürich nach Stadelhofen, wurde die Schlaufe aus dem Sackbahnhof über den Lettenviadukt und durch den alten Lettentunnel nicht mehr benötigt. Die alte Strecke und der Bahnhof Zürich Letten wurden am 27. Mai 1989 stillgelegt.
Das Flussbad Oberer Letten am linken Limmatufer ist Austragungsort des alljährlichen Limmatschwimmens.
Als der benachbarte Zürcher Park Platzspitz für die Öffentlichkeit geschlossen worden war, verlagerte sich die offene Drogenszene Mitte der 1990er Jahre an den Oberen Letten. Das Areal des kurz zuvor stillgelegten Bahnhofs Letten wurde zum Treffpunkt von Drogenhändlern und Konsumenten und zum ständigen Aufenthaltsort vieler Drogensüchtiger. Erst die Abriegelung des Letten-Areals am 14. Februar 1995 führte zu einer Wende der Drogensituation und einer Besserung der Wohnqualität in Zürich. Dieses Mal wurde das polizeiliche Vorgehen von überregionalen präventiven Massnahmen begleitet.
In der Folge wurde der Obere Letten am rechten Ufer zu einem Freizeit-Areal umgestaltet: Liegewiesen für Badende, Beach-Volleyball-Felder, improvisierte Barbetriebe und Restaurants sowie Sportplätze ergänzen das Angebot der beiden vorhandenen Flussbäder im Oberen und Unteren Letten. Unter der Kornhausbrücke gibt es einen ein Bike-Park. Der Lettensteg ermöglicht Fussgängern und Fahrradfahrern das bequeme Queren der Limmat.

## Unterer Letten
Der Untere Letten ist die öffentliche Badeanstalt am rechten Limmatufer in Wipkingen mit freiem Eintritt für jedermann. Das «Luft- und Sonnenbad Unterer Letten» wurde 1909 vom Architekten Friedrich Fissler im Jugendstil realisiert. Der Anbau in den Fluss erfolgte erst später. Das obere Gebäude im Jugendstil aus dem Jahr 1910 wurde 2005 durch den Neubau mit Kioskgebäude ersetzt. Bei den Renovationsarbeiten sollte der Wert der Gesamtanlage als Zeitzeugin erhalten bleiben. Die 50-jährige Frauengarderobe wurde innen und aussen instand gestellt, ein zeitgemässer Neubau ersetzt heute das Kioskgebäude.
Für Kajakfahrer gibt es unterhalb der Badi und zum linken Ufer hin Trainingsstrecken mit Slalomstangen.
Oberhalb der Badeanstalt und Strasse befindet sich die erste Siedlung der Baugenossenschaft Letten.

## Alte Eisenbahnlinie und Bahnhof Letten
Der alte Eisenbahn-Viadukt über die Limmat steht jetzt Spaziergängern und Fahrradfahrern als Verbindungsweg von Unterstrass in den Kreis 5 offen. Der alte Lettentunnel wurde im Sommer 2005 zugeschüttet, da eine andere Nutzung nicht rentabel war. Bei der Neugestaltung des Areals wurde insbesondere auf die geschützten Eidechsen (Zaun- und Mauereidechsen) Rücksicht genommen, die an diesem Südhang vorkommen: besondere Bodenbeläge, Schotter und Mauern bieten ihnen Lebensraum. Zudem sind auch die Böschungen als kleine grüne Inseln inmitten der Stadt geschützt.
Der Bahnhof Letten erlangte traurige Berühmtheit als Zentrum der Zürcher Drogenszene, nachdem 1992 der Platzspitz als Drogentreff geräumt wurde.

## Kraftwerk Letten
Das Kraftwerk Letten war 1878 eines der ersten Wasserkraftwerke der Schweiz und das damalige Herzstück der Zürcher Wasserversorgung. Gleichzeitig produzierte es mechanische Energie für eine Seidenzwirnerei, mechanische Werkstätten, eine Seidenfärberei und die Stadtmühle. Ein Drahtseilzug führte die mechanische Kraft aus den Turbinen im Wasserwerk über eine 1,2 Kilometer lange Drahtseil-Transmission in das Industriequartier auf der linken Flussseite.
Ab 1893 lieferte das Kraftwerk auch elektrische Energie, ergänzt durch Dampfenergie in wasserarmen Wintern. Heute (2017) produziert es Strom für knapp 7000 Haushalte.